# Neomyzus
Neomyzus  (лат.) — род тлей из подсемейства Aphidinae (Macrosiphini). Около 10 видов. Южная, Юго-восточная и Восточная Азия (Индия, Китай, Тайвань, Япония), но с учётом расселения Neomyzus circumflexum по всем оранжереям мира род встречается практически всесветно. Длина 1,0—2,6 мм. На спине чёрные отметины. Ранее входили в качестве подрода в состав рода Aulacorthum, отличаясь рядом морфологических признаков (формой головы, волосками на R IV+V, имаго с шипиками на задних голенях), что ставит их ближе к группе Myzus group. Питаются на листьях Cineraria, Cyclamen, Fuschia, Zantedeschia, Dendrobium, Strobilanthes и других растений. Диплоидный набор хромосом 2n=8 и 12 
.
- Neomyzus circumflexum (Buckton, 1876) —
  - =Siphonophora circumflexa Buckton
  - =Aulacorthum circumflexum (Buckton, 1876)
  - =Macrosiphum primulana Matsumura, 1917
- Neomyzus convolvulicola (Zhang, 1992)
- Neomyzus dendrobii (A.N. Basu)
- Neomyzus dicentrae (A.N. Basu)
- Neomyzus parthenocissi (Takahashi)
- Neomyzus primulus  (A.K. Ghosh, Banerjee & Raychaudhuri)
- Neomyzus strobilantheae (L.K. Ghosh)
- Neomyzus taiwanum  (Takahashi, 1923)
  - Neomyzus taiwanum codonopsis  (Miyazaki, 1971)
  - Neomyzus taiwanum taiwanum  (Takahashi, 1923)